# Ян Славік
Ян Славік (чеськ. Jan Slavík, * 25 березня 1885, Шлапаніце — 9 квітня 1978, Прага) — чеський історик і публіцист, до 1939 директор Російського архіву при Чехословацькому Міністерстві Закордонних Справ у Празі та Українського історичного Кабінету при ньому.
У працях, присвячених найновішій історії Росії, зокрема революції 1917 і добі більшовизму, прихильно ставився до українських проблем (серед інших статей «Російська влада та український рух перед світовою війною» у журналі «Slovanský přehled» 1930).